# آنتونی کوایلی
آنتونی کوایلی (انگلیسی: Sir Anthony Quayle؛ ۷ سپتامبر ۱۹۱۳ – ۲۰ اکتبر ۱۹۸۹) یک هنرپیشه، و کارگردان تئاتر اهل بریتانیا بود.

## فیلمشناسی
- پیگمالیون (۱۹۳۸) در عنوان بندی نیامده
- مکبث (۱۹۴۸)
- نبرد رود پلاته (۱۹۵۶)
- مرد عوضی (۱۹۵۶)
- ماجراهای شگفت‌انگیز تارزان (۱۹۵۹)
- توپ‌های ناوارون (۱۹۶۱)
- لورنس عربستان (۱۹۶۲)
- سقوط امپراتوری روم (۱۹۶۴)
- عملیات کراسبو (۱۹۶۵)
- خشخاش هم گلی است (۱۹۶۶)
- یک هزار روز از آن (۱۹۶۹)
- پیش از آمدن زمستان (۱۹۶۹)
- آنچه همیشه می‌خواستید درباره سکس بدانید* (* ولی می‌ترسیدید بپرسید) (۱۹۷۲)
- موسی قانون‌گذار (۱۹۷۴)
- عقاب فرود آمد (۱۹۷۶)
- افسانه دائم‌الخمر مقدس (۱۹۸۸)